# Oissy
Oissy (picardisch: Oéssy) ist eine nordfranzösische Gemeinde mit 207 Einwohnern (Stand 1. Januar 2022) im Département Somme in der Region Hauts-de-France. Die Gemeinde liegt im Arrondissement Amiens, ist Teil der Communauté de communes Somme Sud-Ouest und gehört zum Kanton Ailly-sur-Somme.

## Geographie
Oissy liegt östlich des Flüsschens Saint-Landon rund 8,5 Kilometer südwestlich von Picquigny.

## Einwohner
| 1962 | 1968 | 1975 | 1982 | 1990 | 1999 | 2006 | 2011 |
| ---- | ---- | ---- | ---- | ---- | ---- | ---- | ---- |
| 112  | 99   | 109  | 182  | 211  | 213  | 229  | 236  |

## Verwaltung
Bürgermeister (maire) ist seit 2008 Jean-Claude Leclere.

## Sehenswürdigkeiten

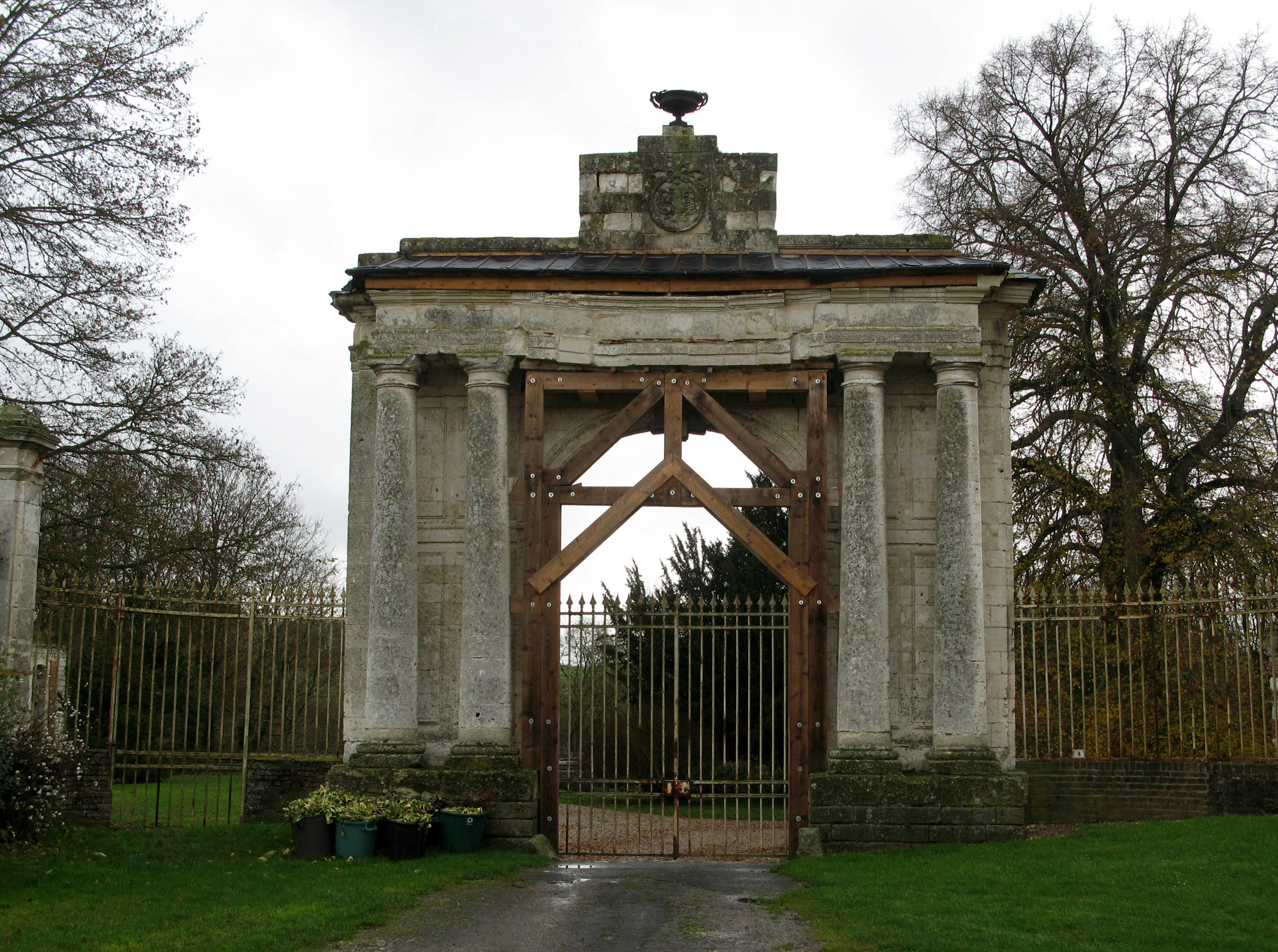
Das Schlosstor

- Schlossdomäne mit der Ruine des im frühen 18. Jahrhundert von François Trudaine errichteten und 1946 abgebrannten Schlosses mit Portal, zwei Pavillons, Schlossruine, Park und Kanal, 2001 als Monument historique eingetragen (Base Mérimée PA80000032)
- Kirche Saint-Martin
- Kapelle Notre-Dame-du-Bon-Secours